# Episodi di Der Winzerkönig (prima stagione)
La prima stagione della serie televisiva Der Winzerkönig è stata trasmessa in anteprima in Austria da ORF 2 tra il 19 giugno 2006 e il 4 settembre 2006.
| nº | Titolo originale          | Titolo italiano | Prima TV Austria | Prima TV Italia |
| -- | ------------------------- | --------------- | ---------------- | --------------- |
| 1  | Am Scheideweg             | inedito         | 19 giugno 2006   | inedito         |
| 2  | Unerwartetes Erbe         | inedito         | 26 giugno 2006   | inedito         |
| 3  | Ein neues Testament       | inedito         | 3 luglio 2006    | inedito         |
| 4  | Neue Intrigen             | inedito         | 10 luglio 2006   | inedito         |
| 5  | Schockierende Wahrheit    | inedito         | 17 luglio 2006   | inedito         |
| 6  | Eine Welt bricht zusammen | inedito         | 24 luglio 2006   | inedito         |
| 7  | Blinde Eifersucht         | inedito         | 31 luglio 2006   | inedito         |
| 8  | Fatale Forderungen        | inedito         | 7 agosto 2006    | inedito         |
| 9  | Kuppelei                  | inedito         | 14 agosto 2006   | inedito         |
| 10 | Zeit der Lese             | inedito         | 21 agosto 2006   | inedito         |
| 11 | Ausflug mit Folgen        | inedito         | 28 agosto 2006   | inedito         |
| 12 | Glück im Unglück          | inedito         | 4 settembre 2006 | inedito         |
| 13 | Wenn das nur gut geht!    | inedito         | 4 settembre 2006 | inedito         |